# Aexattack
Aexattack (Eigenschreibweise: :aexattack) ist eine österreichische Band, deren Musik Einflüsse aus verschiedensten Genres, u. a. Alternative Rock, Indie-Rock, Grunge und Noise-Pop, zeigt. Gegründet wurde die Band 2007 in Völkermarkt, Kärnten. Mittlerweile leben alle Mitglieder in Wien.

## Geschichte

### Gründung
Aexattack wurde 2007 von Axel Truschner (Gesang, Gitarre), Christoph Lieber (Bass) und Michael Krapesch (Schlagzeug) gegründet. Kurze Zeit später vervollständigte Helmut Schwab (Gesang, Gitarre) die Band. Ende 2010 begann die Band mit der Vorproduktion für ihr Debütalbum Stay Young.
Zwischen den Aufnahmen zu ihrem Erstlingswerk veröffentlichte die Band Ende 2012 als Tribute an die österreichische Band Roter Stern Silberstern die Single Pinguin und man stieg damit auf Platz 24 der Austrian Indie Charts ein. Daraufhin folgte ein kurzes Airplay der Single auf dem Jugendradiosender FM4.

### Stay Friends
Zusätzlich zum Album hat sich die Band auch mit einigen österreichischen Künstlern zusammengetan um deren Eigeninterpretation von Aexattack-Liedern als Bonus zu veröffentlichen. Diese Kollaborationen umfassen Interpretationen von A Life, A Song, A Cigarette, The Sado-Maso Guitar Club, Sir Tralala, DeeCracks, Kommando Elefant, LIAN, Bernhard Eder und Hannes Duscher. Die meisten dieser Künstler spielten ihre Versionen auch bei dem Konzert zum Release am 18. April 2015 im Wiener WUK.

### Stay Young
Aexattack veröffentlichte 2013 die Single Leave Me Behind. Ende 2014 folgte Starlight als weitere Auskopplung von Stay Young. Damit schaffte man es wieder in die Rotation auf FM4 und man war in den Austrian Indie Charts vertreten. Bevor am 18. März 2015 das Doppelalbum Stay Young / Stay Friends über das Eigenlabel SISSI Records erschien, wurde noch eine weitere Single – ebenfalls Stay Young betitelt – veröffentlicht. Damit schaffte die Band den Einstieg auf Platz 12 der FM4 Charts. Dort konnte man bis auf Platz 10 vorrücken und sich sechs Wochen halten.
Mit dem Album schaffte es die Band bis auf Rang 2 der respektiven Austrian Indie Charts-Wertung. Die Kleine Zeitung schrieb Aexattack schaffte es vom Keller auf die große Bühne, music austria titelte Aexattack machen seit rund acht Jahren ihre eigene Version von Pop und Grunge und volume.at urteilte, dass ihr Sound das Potential hat, weit über Wien hinaus zu strahlen.

### Neu(er)findung
Wegen musikalischer Differenzen stieg Michael Krapesch (Schlagzeug) Ende 2014 aus der Band aus. Den Platz hinter dem Schlagzeug nahm kurze Zeit später Moritz Rauter ein. Außerdem stieß in derselben Zeit auch Wolfgang Kanduth (Gitarre, Gesang, Synthesizer) zu Aexattack, um das Quartett live zu unterstützen. In dieser Konstellation spielte die Band auf einigen Festivals, u. a. dem Donauinselfest auf der Radio FM4/Planet.tt-Bühne, dem Acoustic Lakeside-Festival, dem Donaukanaltreiben und dem Gürtel Nightwalk.

## Diskografie

### Alben
- 2015: Stay Young (SISSI Records)
- 2019: Level 7 (Ink Music)
- 2021: :aexattack (SISSI Records)

### Singles
- 2012: Pinguin
- 2013: Leave Me Behind (SISSI Records)
- 2014: Starlight (SISSI Records)
- 2015: Stay Young (SISSI Records)
- 2021: Next Year (SISSI Records)
- 2021: You Are Killing Me (SISSI Records)
- 2021: A Feeling (SISSI Records)